# EVERYDAYS
EVERYDAYS（エブリデイズ）は、ライブストリーミングサービス17 Liveのライバー（ライブ配信者）で結成されたライドル（ライバー×アイドル）ユニット。2016年6月に結成。2022年1月22日に解散した。
所属事務所はアソビシステム（ASOBISYSTEM）。所属レーベルはFUJIYAMA PROJECT JAPAN。

## メンバー
本名は非公開。
| 名前       | 担当曜日 | 担当カラー       | 担当カラー | 誕生日  | その他の呼称       | 在籍期間            |
| ---------- | -------- | ---------------- | ---------- | ------- | ------------------ | ------------------- |
| (不在)     | 月曜日   |                  |            |         |                    |                     |
| くるみ     | 火曜日   | ピュアピンク     |            | 3月24日 | くうちゃん         | 結成～解散          |
| (不在)     | 水曜日   |                  |            |         |                    |                     |
| (不在)     | 木曜日   |                  |            |         |                    |                     |
| (不在)     | 金曜日   |                  |            |         |                    |                     |
| (不在)     | 土曜日   |                  |            |         |                    |                     |
| (不在)     | 日曜日   |                  |            |         |                    |                     |
| 坂井芽生   | ー       | オリーブグリーン |            | 12月3日 |                    | 2020年6月15日～解散 |
| ちひろ     | ー       | ビビッドピンク   |            | 12月7日 | ちぃちゃん、リリカ | 2020年6月15日～解散 |
| のんたん。 | ー       | ロイヤルブルー   |            | 1月29日 |                    | 2020年6月15日～解散 |

| 名前       | 担当曜日 | 担当カラー         | 担当カラー | 誕生日   | その他の呼称   | 在籍期間                       |
| ---------- | -------- | ------------------ | ---------- | -------- | -------------- | ------------------------------ |
| 秋山ゆずき | 金曜日   | 緑                 |            | 4月14日  | ゆずゆず       | 結成～2019年5月30日            |
| あまみゃん | 金曜日   | 緑                 |            | 6月10日  | あまね         | 2019年5月31日 ～2019年11月14日 |
| りりちゃぴ | 水曜日   | 赤                 |            | 10月15日 | ちゃぴ、りりあ | 結成～2020年3月31日            |
| ちゃぶ     | 土曜日   | 紫                 |            | 2月20日  |                | 結成～2020年9月3日             |
| りこぴん   | 木曜日   | 黄                 |            | 3月4日   | りこちゃん     | 結成～2021年3月5日             |
| Ayane      | 月曜日   | (ウルトラ)オレンジ |            | 11月17日 | こなもん       | 結成～2021年6月12日            |
| EMi        | 日曜日   | (スカイ)ブルー     |            | 5月8日   | えっちゃん     | 結成～2021年6月12日            |
| 久我瑠璃   | ー       | 白                 |            | 4月10日  |                | 2020年6月15日 ～2021年６月12日 |

## 来歴

### 結成まで
出典:
日本のポップカルチャーを牽引するキーマンを擁するアソビシステムと、世界中に4,000万人以上のユーザーを抱えるライブ配信アプリ「17 Live（イチナナライブ）」がタッグを組み、“毎日会える”アイドルユニット「EVERYDAYS」をプロデュース！ 7月7日・8日に横浜赤レンガパークで開催された「アイドル横丁夏まつり!!〜2018〜」で“最速”デビューした。
イチナナライバー（ライブ配信者）から生まれたアイドル、略してライドルユニット「EVERYDAYS」は、ライブ配信アプリ「17 Live（イチナナライブ）」でライバーとして活躍している方のみが参加できるアプリ内オーディション（2018年5月24日〜6月10日開催）にて、約2,000名の参加者の中から見事に選ばれた7名によるユニット。6月18日に合否が発表された後、約3週間後の7月7日にはアイドルとして“アイドル史上最速？”のデビューを果たした。
「EVERYDAYS」は、ライブ配信を通じて毎日会えるアイドルということで「DAYS」がコンセプトとなっており、月曜日から日曜日までの7日間を個性豊かな7名のライバーが担当している。
楽曲プロデュースは、自身もアーティスト・DJとして国内外で活動する傍ら、数多くのアーティストに楽曲提供を行なっているプロデューサーの「RAM RIDER」が担当。サブカルチャーの知識も深く、アイドルへの楽曲提供も多数行なっているものの、オーディションの段階からプロデュースに携わるのはキャリア初。また、ライブパフォーマンスの肝となる振り付けは、世界中で活躍している新進気鋭のダンスボーカルユニット「TEMPURA KIDZ」の元メンバー 関口蒼が全ての楽曲を担当。

### 2018年
- 6月　結成、活動開始
- 7月7日　アイドル横丁夏まつり!!〜2018〜 にてステージデビュー
- 12月18日　1stシングル「ハロー！EVERYDAYS！」発売

### 2019年
- 3月29日　秋山ゆずきが5月30日をもってグループを卒業することを発表、それに伴い追加メンバーの募集を発表[3]
- 4月9日　2ndシングル「キライ キライ キライ」発売
- 4月26日　新メンバーが あまみゃん に決定[4] 6/16のやついフェスでステージデビュー
- 7月23日　3rdシングル「サマーブレイク サマースウィング」発売
- 11月14日　あまみゃんが家庭の事情により脱退[5]
- 12月6日　4thデジタルシングル「トゥナイダナイ！」配信開始

### 2020年
- 3月31日　りりちゃぴが体調不良のため脱退[6]
- 6月15日　坂井芽生、ちひろ、久我瑠璃、のんたん。の4名が新メンバーとして加入[7]
- 9月3日　ちゃぶが卒業[8]

### 2021年
- 1月15日　5thデジタルシングル「ナイス・ウィークエンド」「イヤフォン」配信開始
- 3月5日　りこぴんが脱退[9]
- 3月14日　EVERYDAYS 1stワンマンライブ「ラナウェイ！ 〜物語は終わらない〜」
- 4月30日　今までにリリースした楽曲を現メンバーで再録した1stデジタルアルバム「Re:EVERYDAYS」配信開始
- 5月8日 6月12日　EVERYDAYS 2ndワンマンライブ「Re : すたーと」開催、同日Ayane・EMi・久我瑠璃の3名が卒業[10][11][12]
- 12月10日　2022年1月22日のライブをもって解散することを発表[13]

### 2022年
- 1月22日　ラストライブを開催、同日をもって解散。(ゲストとして旧メンバーであるAyane、りこぴん、EMiが参加)

## ライブ

### 2018年
- 7月7日　アイドル横丁夏まつり!!〜2018〜[14] @横浜赤レンガパーク
- 7月21日　ASOBIFES!!!｜ASOBISYSTEM 10th ANV presents ASOBIEXPO[15] @新木場STUDIO COAST
- 9月9日　AUDIO GALAXY presents RAM RIDER LIVE 2018[16] ＠SOUND MUSEUM VISION
- 9月27日　17 Live 日本サービス公開1周年記念 〜超ライブ配信祭〜[17] @プリズムホール
- 10月5日　吉田豪×南波一海の"このアイドルが見たい" 2018仲秋[18] @LOFT9 Shibuya
- 10月26日　アソビタリナイ～Daikanyama LOOP 10th Anniversary～[19] @代官山LOOP (オープニングアクト)
- 11月16日～12月24日(不定期)　1stシングル「ハロー！EVERYDAYS！」リリースイベント[20](ミニライブ)
- 11月29日　EVERYDAYS 定期公演 Vol.1[21] @南青山Future SEVEN

### 2019年
- 1月20日　TEMPURA KIDZ NEW YEAR PARTY 2019[22] ＠SOUND MUSEUM VISION
- 1月29日　アソビタリナイ[23] @代官山LOOP (オープニングアクト)
- 2月2日　CHERR UP vol.1～AIRI Birthday Special～[24] @代官山LOOP
- 2月24日　mini TIF vol.52[25] @フジサンのヨコ
- 3月2日　アソビタリナイ[26] @代官山LOOP
- 3月9日～4月14日(不定期)　2ndシングル リリースイベント(ミニライブ)[27]
- 3月23日　EVERYDAYS 定期公演 Vol.2[28] @南青山Future SEVEN
- 4月16日　FEVER!![29] @代官山LOOP
- 4月20日　EVERYDAYS定期公演 Vol.3[30] @南青山Future SEVEN
- 4月30日　バクステGWフェス！MIRAI系アイドルSP!![31] @AKIHABARAバックステージpass
- 5月24日　EVERYDAYS定期公演 Vol.4[32] @南青山Future SEVEN
- 6月2日　エコライフ・フェア2019[33] @代々木公園 ケヤキ並木及びイベント広場
- 6月16日　YATSUI FESTIVAL! 2019[34]
- 6月30日　EVERYDAYS 定期公演 Vol.5[35] @秋葉原COSMICLAB
- 7月5日　FEVER!![36] @代官山LOOP
- 7月6日～7月28日(不定期)　3rdシングル リリースイベント(ミニライブ)[37]
- 7月21日　EVERYDAYS 定期公演 Vol.6[38] @南青山Future SEVEN
- 8月6日　ReNY SUPER LIVE 2019 Vol.14 Presented by SHINJUKU ReNY～今年もReNYに夏フェスがやってきた④編～[39] @新宿ReNY
- 8月14日　17 MUSIC FESTIVAL vol.5[40] @渋谷ストリームホール
- 8月17日　EVERYDAYS 定期公演 Vol.7[41] @秋葉原COSMICLAB
- 8月27日　duo SUPER LIVE 2019 vol.16[42] @渋谷duo MUSIC EXCHANGE
- 8月31日　SELENE SUPER LIVE 2019 vol.14[43] @白金高輪SELENE b2
- 9月8日　iPopfes 8周年記念Special stage[44] @TOKYO FM HALL
- 9月15日　EVERYDAYS 定期公演 Vol.8[45] @南青山Future SEVEN
- 9月28日　17 Live 2周年記念 超ライブ配信祭[46] @幕張メッセ HALL6
- 10月4日　FEVER!!～Daikanyama LOOP 11th Anniversary～[47] @代官山LOOP
- 10月20日　EVERYDAYS 定期公演 Vol.9[48] @南青山Future SEVEN
- 10月27日　GINZA SPOOKY[49] @PLUSTOKYO
- 11月3日　ハツオン[50] @高田馬場BSホール
- 11月16日　EVERYDAYS 定期公演 Vol.10[51] @南青山Future SEVEN
- 12月14日　EVERYDAYS 定期公演 Vol.11[52] @南青山Future SEVEN
- 12月21日　17Live メンバーアーミー限定クリスマスパーティー[53] (詳細非公開)
- 12月22日　TOKYOアイドルステージ -Night-[54] @HOLIDAY SHINJUKU
- 12月28日　アイドル王朝2019〜王政復古の大号令〜@渋谷O-EAST殿の間[55] @TSUTAYA O-EAST
- 12月28日　401 Year-end Party[56] @PLUSTOKYO
- 12月29日　ハツオン[57] @高田馬場BSホール
- 12月30日　アイプラアイドルパーティー～さよなら2019年スペシャル～ DAY[58] @上野音横丁

### 2020年
- 1月11日　EVERYDAYS 定期公演 Vol.12[59] @南青山Future SEVEN
- 1月13日　IDOL Pop'n Party[60] @TOKYO FM HALL
- 1月17日　SELENE SUPER LIVE 2020 vol.1 sistersあにま 吉岡希望生誕祭[61] @白金高輪SELENE b2
- 1月18日　IDOL CONTENT EXPO ＠秋葉原ゼスト Vol.26 ～真昼間から大集合!!!～[62] @秋葉原ZEST
- 1月25日　StrawberryEDEN[63] @渋谷DESEO
- 1月26日　SELENE SUPER LIVE 2020 vol.2[64] @白金高輪SELENE b2
- 2月1日　アイドル王朝2020〜キリンが来る？！〜[65] @Veats SHIBUYA殿の間
- 2月8日　東京FMホールSUPER LIVE 2020 vol.1[66] @TOKYO FM HALL
- 2月15日　EVERYDAYS 定期公演 Vol.13[67] @南青山Future SEVEN
- 2月23日　ゲキモリdeパーリナイVo.27[68] @渋谷SPACE ODD
- 2月24日　LIVEプラス[69] ＠渋谷SOUND MUSEUM VISION
- 2月29日　浅草アイドルJAPAN[70] @浅草木馬亭 コロナウィルス拡散防止のため出場辞退[71]
- 3月8日　シンジュクマシカク-1COIN 4MAN-(第一部)[72] @新宿FATE コロナウィルス拡散防止のため出場辞退[71]
- 4月5日　IDOL Pop'n Party @TOKYO FM HALL コロナウィルス拡散防止のため出場辞退→イベント中止[73]
- 12月12日　エクスクラメーション!!!(第一部)[74] @YMCAスペースYホール
- 12月13日　アイドルプラネット リバイバルライブ Vol.21　3部[75] @池袋Live House Only You
- 12月19日　みなとみらい SUPER LIVE 2020 プレミアム公演編[76] @横浜みなとみらいブロンテ
- 12月26日　アイドルテーマパーク in 新木場STUDIO COAST[77]

### 2021年
- 1月24日　EVERYDAYS 1stワンマンライブ「ラナウェイ！ 〜物語は終わらない〜」[78] @白金高輪SELENE コロナ緊急事態宣言発令のため延期[79]
- 2月28日　アキバ大好き！アイドルライブ[80] @秋葉原ZEST
- 3月14日　EVERYDAYS 1stワンマンライブ「ラナウェイ！ 〜物語は終わらない〜」[81] @渋谷WOMB
- 3月20日　ゲキモリdeヤバイバーVol.7[82] @渋谷club ASIA
- 3月21日　ゲキモリdeパーリナイVol.34[83] @渋谷SPACE ODD
- 3月27日　Killer Tune SHIBUYA 2021 Vol.3[84] @渋谷CYCLONE
- 3月28日　Killer Tune SHIBUYA 2021 Vol.4[85] @渋谷CYCLONE
- 4月11日　HARAJUKU IDOL WAVE  Day2 Part1[86] @原宿WITH HARAJUKU
- 4月11日　あつまれ！どうぶつのゲキ森[87] @渋谷CLUB asia
- 4月18日　EVERYDAYS 定期公演2021番外編 〜久我瑠璃 生誕祭〜[88] @大塚Hearts Next
- 4月25日　Killer Tune SHIBUYA 2021 Vol.6[89] @渋谷CYCLONE
- 5月23日　燃え萌えドリームライブ 2部 @原宿RENON
- 5月29日　GoTo SELENE Vol.18[90] @白金高輪SELENE b2
- 5月30日　GoTo DIVE SUNDAY[91] @渋谷DIVE
- 6月5日　LIVE SymfonY Vol.10 1部[92] @AKiBA SinfoniA
- 6月6日　アイドルギークVol.175 2部[93] @川崎セルビアンナイト
- ５月8日 6月12日[12]　EVERYDAYS 2ndワンマンライブ 「Re : すたーと」[94] @恵比寿CreAto
- 6月20日　原宿ドリームライブ[95] @原宿RENON
- 6月26日　HARAJUKU IDOL WAVE-Days-[96] @原宿WITH HARAJUKU
- 6月27日　エキセントリックトーキョーPart3[97] @池袋SOUND PEACE
- 7月10日　Killer Tune SHIBUYA 2021 Vol.9[98] @渋谷CYCLONE
- 7月11日　Beautiful Harmony[99] @白金高輪SELENE b2
- 7月17日　EVERYDAYS定期公演2021 ～7月編～[100] @大塚Hearts+
- 7月22日　SHIBUYA IDOL WAVE[101] @渋谷SPACE ODD
- 7月24日　ゲキモリdeヤバイバーVol.11[102] @渋谷club asia
- 7月25日　ゲキモリdeパーリナイ vol.38[103] @渋谷SPACE ODD
- 7月31日　Killer Tune SHIBUYA 2021 Vol.10[104] @渋谷CYCLONE
- 8月7日　LIVE SymfonYVol.12 2部 @AKiBA SinfoniA[105]
- 8月8日　GOTANDA アイドルFes. 五反田ってどこ？ Vol.10 DAY[106] @GOTANDA G5
- 8月14日　ゲキモリdeパーリナイVol.39[107] @渋谷SPACE ODD
- 8月21日　サタデー・ダイブ！[108] @渋谷DIVE
- 8月22日　サンデー・ダイブ！[109] @渋谷DIVE
- 8月28日　ゲキモリdeヤバイバーVol.12[110] @渋谷club asia
- 8月29日　EVERYDAYS定期公演2021 〜夏のエブリンピック〜[111][112] @大塚Hearts next @新大久保CLUB Voice[113]
- 9月19日　アイドルプラネット Vol.2 NIGHT[114] @上野音横丁
- 9月20日　PUELLAE SOLEMNE國安さゆり生誕祭[115] @川崎セルビアンナイト
- 9月23日　IDOL魂〜2021Autumn〜[116] @室町三井ホール
- 9月25日　ゲキモリdeヤバイバーVol.13[117] @渋谷club asia
- 9月26日　EVERYDAYS定期公演2021 〜9月編〜[118] @大塚Hearts Next
- 10月3日　アイドルギークVol.189 1部[119] @川崎セルビアンナイト
- 10月9日　IDOL Pl@net×OTOYOKO Presents 秋の上野パンダFes. NIGHT[120] @上野音横丁
- 10月10日　Killer Tune SHIBUYA 2021 Vol.15[121] @渋谷CYCLONE
- 10月16日　アイドルプラネット Vol.5 DAY[122] @上野音横丁
- 10月17日　Killer Tune SHIBUYA 2021 Vol.16[123] @渋谷CYCLONE
- 10月23日　HALLOWEEN IDOL WAVE 2部[124] @横浜みなとみらいブロンテ
- 10月24日　EVERYDAYS定期公演2021 10月編 〜エブリハロウィンナイト〜[125] @大塚Hearts Next
- 10月29日　SHINJYUKUアルティメットハロウィン2021[126]
- 10月30日　Killer Tune SHIBUYA 2021 SP -FURUKAWA 44th SONIC!!!!-11
- 10月31日　CHERRY GIRLS PROJECT 九瀬いむ ハロウィン生誕祭[127] @渋谷VeatsShibuya
- 11月6日　アイドルプラネット Vol.7 DAY[128] @上野音横丁
- 11月14日　アイドルプラネット ～あじゅ生誕祭2021～[129] @上野音横丁
- 11月21日　EVERYDAYS定期公演2021 ～11月編～[130] @大塚Hearts Next
- 11月23日　GoTo SELENE Vol. 31[131] @白金高輪SELENE b2
- 12月26日　アイプラアイドルパーティー Vol.3 NIGHT[132] @上野音横丁

### 2022年
- 1月22日　EVERYDAYS LAST LIVE 〜終わりのないEVERYDAYS〜[13] @大塚Hearts Next

## ディスコグラフィー

### CDシングル
| #   | 発売日         | タイトル                        | C/W                      | 規格品番  | オリコン最高位        |
| --- | -------------- | ------------------------------- | ------------------------ | --------- | --------------------- |
| 1st | 2018年12月18日 | ハロー！EVERYDAYS！             | Dreamin' On              | FPJ-90001 | デイリー21位/週間73位 |
| 2nd | 2019年4月9日   | キライ キライ キライ            | ハート・ビート・トレイン | FPJ-90002 | デイリー4位/週間46位  |
| 3rd | 2019年7月23日  | サマーブレイク サマースウィング | 夏夢                     | FPJ-90003 | デイリー15位/週間78位 |

### 配信シングル
| #   | リリース日    | タイトル                          | 備考 |
| --- | ------------- | --------------------------------- | ---- |
| 4th | 2019年12月6日 | トゥナイダナイ！                  |      |
| 5th | 2021年1月15日 | ナイス・ウィークエンド イヤフォン |      |

### 配信アルバム
| #   | リリース日    | タイトル     | 備考 |
| --- | ------------- | ------------ | ---- |
| 1st | 2021年4月30日 | Re:EVERYDAYS |      |

### ミュージックビデオ
|                | 監督     | 曲名                 |
| -------------- | -------- | -------------------- |
| 2018年12月17日 | 斉藤友和 | ハロー！EVERYDAYS！  |
| 2019年3月30日  | 澁谷武   | キライ キライ キライ |
| 2019年12月24日 | Q.i      | トゥナイダナイ！     |

## メディア

### ラジオ

#### 2018年
- 12月8日　渋谷クロスFM　SUNDAY TRIP[148] (くるみ、ちゃぶ、EMi)
- 12月16日　渋谷のラジオ　渋谷のサンデー[149] (Ayane、りりちゃぴ、りこぴん)

#### 2019年
- 1月19日　シティエフエム都城　青春応援プロジェクト SCHOOL WAVE (Ayane、りりちゃぴ、EMi)
- 3月19日　渋谷のラジオ　渋谷のほんだな[150] (Ayane)
- 8月31日-9月5日 (局によって異なる)　島田秀平の開運ラジオ[151] (ちゃぶ、EMi)
- 9月10日-　JFN PARK　EVERYDAYS ライドルラジオ！[152][153]　(※配信形式)

#### 2020年
- 10月7日　InterFM897　アソビラヂヲ 古関・ツヨシの夜な夜なアソビ[154] (久我瑠璃)
- 10月14日　InterFM897　アソビラヂヲ 古関・ツヨシの夜な夜なアソビ[155] (くるみ)
- 10月21日　InterFM897　アソビラヂヲ 古関・ツヨシの夜な夜なアソビ[156] (Ayane)
- 11月4日　InterFM897　アソビラヂヲ 古関・ツヨシの夜な夜なアソビ[157] (のんたん。)
- 11月11日　InterFM897　アソビラヂヲ 古関・ツヨシの夜な夜なアソビ[158] (坂井芽生)
- 11月18日　InterFM897　アソビラヂヲ 古関・ツヨシの夜な夜なアソビ[159] (EMi)
- 12月2日　InterFM897　アソビラヂヲ 古関・ツヨシの夜な夜なアソビ[160] (りこぴん)
- 12月9日　InterFM897　アソビラヂヲ 古関・ツヨシの夜な夜なアソビ[161] (ちひろ)

### テレビ

#### 2019年
- 3月29日　BS12 トゥエルビ　BOOKSTAND.TV #173[162] (Ayane)
- 4月19日、5月3日　BS12 トゥエルビ　BOOKSTAND.TV #176、#178[163] (Ayane、りりちゃぴ、EMi)

### ゲーム
- Ayane：スマホ向けRPG「東京コンセプション」　「二口女 アヤメ」役 CV[164]
- Ayane：スマホ向けRPG「刻のイシュタリア」　「閉月の歌姫 チョウセン」役CV[165]